# McDonald Mariga
McDonald Mariga (ur. 4 kwietnia 1987) – kenijski piłkarz występujący w hiszpańskim klubie Real Oviedo na pozycji środkowego pomocnika.

## Kariera

### Początki
Rozpoczynał swoją karierę w zespole Ulinzi Stars Nakuru, później przeniósł się do Tusker Nairobi, a następnie do Kenya Pipeline FC. McDonald był członkiem znanej szkoły Kamukunji High School 'Golden Boys', z której wywodzi się również kenijski napastnik Dennis Oliech (obecnie AJ Auxerre, Francja), która dwa razy z rzędu wygrała Mistrzostwa Kraju w 2002 i 2003 roku. Istnieje legenda o Maridze i Oliechu, która mówi: Kamukunji High School przegrywali do przerwy 5:0 z Parklands High, podczas gdy Mariga i Oliech siedzieli w klasie zdając egzaminy. Podczas drugiej połowy meczu gdy do końca spotkania zostało 20 minut, duet skończył egzamin, wszedł na boisko i obaj piłkarze zdobyli hattricka, prowadząc swój zespół do zwycięstwa 6:5.

### Szwecja
Jako utalentowany środkowy pomocnik przyjechał do Szwecji w 2005 roku, by grać dla trzecioligowego Enköpings SK.
Po zaledwie jednym sezonie w ESK, a przed startem sezonu 2006 podpisał kontrakt z pierwszoligowym Helsingborgiem. Di Röe zapłacili za niego 250.000 euro. Bardzo szybko odniósł tam sukces i stał się jednym z najważniejszych zawodników drużyny. Razem z nią zdobył Puchar Szwecji pokonując w finale Gefle IF 2:0. Po zainteresowaniu piłkarzem okazanym przez ówczesnego menadżera Portsmouth F.C., Harry’ego Redknappa, wyglądało, że McDonald Mariga podpisze kontrakt z klubem Premier League, lecz sprawy związane z pozwoleniem na pracę (za niska pozycja w rankingu FIFA Kenii) wstrzymały transfer, który według doniesień prasowych miał wynieść około 2,7 mln euro. Jednak nie pozostał już w Helsinborgu w barwach którego rozegrał 37 spotkań ligowych i zdobył 6 bramek.

### Parma
W sierpniu 2007 roku na zasadzie wypożyczeni przeniósł się do drużyny Parma F.C. grającej we włoskiej Serie A. Włoski klub otrzymał opcję pierwokupu w lecie za kwotę 20 milionów koron szwedzkich (około dwóch milionów euro) i jeżeliby nie skorzystał z niej, piłkarz wróciłby do HIF, by razem ze szwedzkim klubem dokończyć ostatnią część sezonu w Allsvenskan, ponieważ jego kontrakt z Helsingborgiem obowiązywał do lata 2010 roku. 7 października zaliczył debiut w barwach Parmy w spotkaniu z AS Roma (0:3) zmieniając w 72 minucię Lukę Cigariniego.
Mariga w 2008 zgodził się na czteroletni kontrakt zatrzymujący go w Parmie. Kenijczyk kosztował włoski klub 18 milionów koron szwedzkich (około 1,94 mln euro). Transfer, przeprowadzony przez byłego świetnego szwedzkiego piłkarza Martina Dahlina, obecnie agenta, niewiele różnił się od początkowych 20 milionów koron szwedzkich żądanych przez Helsingborg. 25% z kwoty transferu otrzymał Enkopings SK, który sprowadził Marigę do Szwecji w 2005 roku. W styczniu 2010 roku dzięki dobrym występom McDonaldem zainteresował się Manchester City, który chciał go sprowadzić, lecz nie uzyskał dla niego pozwolenia na pracę.

### Inter
1 lutego 2010 Mariga podpisał kontrakt z Interem, który wydał na niego 5 mln euro, oddał połowę praw do Jonathana Biabiany'ego i wypożyczył Luisa Jimeneza. 10 lutego zadebiutował w barwach Nerazzurrich w meczu z Parmą, gdy w 66 minucie zmienił Samuela Eto’o. 16 marca został pierwszym kenijskim piłkarzem, który zagrał w rozgrywkach Ligi Mistrzów występując w meczu z Chelsea F.C.. 24 kwietnia zaliczył pierwsze we Włoszech trafienie w spotkaniu z Atalantą BC. W czerwcu 2010 Massimo Moratti nabył resztę praw do zawodnika oddając drugą połowę karty Biabiany'ego Parmie.
Nie potrafiąc wywalczyć sobie miejsca w pierwszym zespole został przed sezonem 2011/2012 wypożyczony do Realu Sociedad za 1,5 mln euro z opcją pierwokupu za 5 mln. Pierwszy mecz dla RSSS rozegrał w 3 kolejce Primera División 10 września w starciu z Barceloną. Początkowo był graczem pierwszej jedenastki, jednak pod koniec pobytu w Katalonii jego rola w zespole zmniejszyła się i Kenijczyk jeśli już grał to wchodził jedynie na końcówki spotkań. Po zakończeniu sezonu Baskowie nie zdecydowali się na wykupienie Marigi, gdyż zabrakło im pieniędzy. Łącznie w barwach Espanyolu zagrał w 14 spotkaniach ligowych.
Po powrocie do Włoch został ponownie wypożyczony do dobrze znanej mu Parmy. W jej koszulce wystąpił w 11 meczach Serie A w których zdobył jednego gola w rozegranym 31 marca 2012 r. spotkaniu z S.S. Lazio.
Początek jak i koniec sezonu 2012/2013 był dla niego nieudany. W wyniku zerwania wiązadeł krzyżowych stracił pierwsze 3 miesiące lecząc uraz. Po wyzdrowieniu zagrał zaledwie raz w meczu z US Palermo wchodząc na ostatnie 10 minut. Chcąc grać zgodził się na ponowne wypożyczenie do Parmy, która dla niego stała się drugim domem. W drugim spotkaniu ponownie doznał poważnej kontuzji, która wykluczyła go z gry, aż do początku sezonu 2013/2014.

## Kariera reprezentacyjna
McDonald od 2004 występuje w reprezentacji Kenii. Mariga strzelił swojego pierwszego reprezentacyjnego gola dla Kenii przeciwko zespołowi Suazi 25 marca 2007 roku.

## Życie prywatne
McDonald pochodzi z bardzo sportowej rodziny. Jego ojciec - Noah, był piłkarzem grającym w AFC Leopards oraz w reprezentacji Kenii. Trzej młodsi bracia - Victor, Sylvester i Thomas są także zawodowymi piłkarzami.

## Sukcesy
- Puchar Szwecji: 2006
- finalista Superpucharu Szwecji: 2007
- Mistrzostwo Włoch: 2009/2010
- Puchar Włoch: 2009/2010 i 2010/2011
- Liga Mistrzów UEFA: 2009/2010
- Superpuchar Włoch: 2010
- Klubowe Mistrzostwo Świata: 2010

## Statystyki

### Klubowe
| Klub            | Sezon     | Liga  | Liga | Liga   | Puchar | Puchar | Puchar | Europa | Europa | Europa | Razem | Razem | Razem  |
| Klub            | Sezon     | Mecze | Gole | Asysty | Mecze  | Gole   | Asysty | Mecze  | Gole   | Asysty | Mecze | Gole  | Asysty |
| --------------- | --------- | ----- | ---- | ------ | ------ | ------ | ------ | ------ | ------ | ------ | ----- | ----- | ------ |
| Helsingborgs IF | 2006      | 23    | 4    | 0      | 0      | 0      | 0      | 0      | 0      | 0      | 23    | 4     | 0      |
| Helsingborgs IF | 2007      | 14    | 2    | 2      | 1      | 0      | 0      | 0      | 0      | 0      | 15    | 2     | 2      |
| FC Parma        | 2007/2008 | 18    | 0    | 2      | 0      | 0      | 0      | 2      | 0      | 0      | 20    | 0     | 2      |
| FC Parma        | 200/2009  | 35    | 4    | 0      | 2      | 0      | 1      | 0      | 0      | 0      | 37    | 4     | 1      |
| FC Parma        | 2009/2010 | 9     | 0    | 0      | 1      | 0      | 0      | 0      | 0      | 0      | 10    | 0     | 0      |
| Inter Mediolan  | 2009/2010 | 8     | 1    | 0      | 2      | 0      | 0      | 3      | 0      | 0      | 13    | 1     | 0      |
| Inter Mediolan  | 2010/2011 | 12    | 0    | 0      | 6      | 1      | 0      | 2      | 0      | 0      | 20    | 1     | 0      |
| Real Sociedad   | 2011/2012 | 14    | 0    | 0      | 4      | 0      | 0      | 0      | 0      | 0      | 18    | 0     | 0      |
| FC Parma        | 2011/2012 | 11    | 1    | 1      | 0      | 0      | 0      | 0      | 0      | 0      | 11    | 1     | 1      |
| Inter Mediolan  | 2012/2013 | 1     | 0    | 0      | 1      | 0      | 0      | 0      | 0      | 0      | 2     | 0     | 0      |
| FC Parma        | 2012/2013 | 2     | 0    | 0      | 0      | 0      | 0      | 0      | 0      | 0      | 4     | 0     | 0      |
| Inter Mediolan  | 2013/2014 | 0     | 0    | 0      | 0      | 0      | 0      | 0      | 0      | 0      | 0     | 0     | 0      |
| Parma           | 2014/2015 | 9     | 0    | 0      | 2      | 0      | 0      | 0      | 0      | 0      | 0     | 11    | 0      |
| Latina          | 2015/2016 | 13    | 2    | 0      | 0      | 0      | 0      | 0      | 0      | 0      | 0     | 13    | 2      |
| Latina          | 2016/2017 | 28    | 0    | 0      | 2      | 0      | 0      | 0      | 0      | 0      | 0     | 30    | 0      |
| Real Oviedo     | 2017/2018 | 15    | 0    | 0      | 0      | 0      | 0      | 0      | 0      | 0      | 0     | 15    | 0      |
| Łącznie         | Łącznie   | 214   | 14   | 5      | 21     | 1      | 1      | 7      | 0      | 0      | 240   | 7     | 6      |